# Sabotage (álbum de Sabotage)
Sabotage é o terceiro álbum de estúdio do cantor brasileiro Sabotage, lançado em 17 de outubro de 2016 de forma independente.
Disco póstumo, o projeto soma composições e gravações do cantor após treze anos de sua morte. A obra possui a participação de vários músicos que trabalharam com Sabotage em vida, tais como Dexter e Rappin' Hood.
A revista Rolling Stone Brasil o elegeu o 2º melhor disco brasileiro de 2016.

## Faixas
1. "Mosquito"
2. "Superar"
3. "Canão Foi Tão Bom"
4. "País da Fome: Homens Animais"
5. "Maloca É Maré"
6. "Respeito É Lei"
7. "Quem Viver Verá"
8. "Levada Segura"
9. "O Gatilho"
10. "Sai da Frente"
11. "Míssel"